# Chocolate (Snow Patrol)
Chocolate is een nummer van de alternatieverock- en indiegroep Snow Patrol. Het werd als de tweede single uitgebracht van het album Final Straw. De single kwam in het Verenigd Koninkrijk op 12 april 2004 uit.

## Achtergrondinformatie
Chocolate is een midtempo powerpopnummer. Het kenmerkt zich door de ritmische slagen op de kleine trom dat elke maat wordt gespeeld. De singleversie is lichtelijk veranderd vergeleken met de albumversie, dat te horen is in de belsolo tussen het eerste refrein en de tweede couplet in plaats van de doorgaande gitaarriff. Hoewel het nummer vrolijk klinkt, gaat het over wanhoop en zelfreflectie. Een bewerkte versie was te horen in de trailer van The Last Kiss, waar Zach Braff in speelt. Daarnaast is het te horen in de aflevering Cyberwoman uit Torchwood.

## Videoclip
De videoclip laat een wereld van paniek zien doordat het het einde van de wereld is. In het midden van de plek waar de band aanwezig is, staat een zandloper dat bijna uitgelopen is. Zanger Gary Lightbody loopt zingend rond en af en toe zijn beelden te zien van de bandleden tussen alle personen die diens instrumenten bespelen. Tegen het einde, als de zandlopen verlopen is, draait Lightbody deze om waardoor er een tweede paniek ontstaat.

## Hitnotering
| Chocolate in de Single Top 100 Binnen: 27 november 2004 | Chocolate in de Single Top 100 Binnen: 27 november 2004 | Chocolate in de Single Top 100 Binnen: 27 november 2004 | Chocolate in de Single Top 100 Binnen: 27 november 2004 | Chocolate in de Single Top 100 Binnen: 27 november 2004 | Chocolate in de Single Top 100 Binnen: 27 november 2004 | Chocolate in de Single Top 100 Binnen: 27 november 2004 | Chocolate in de Single Top 100 Binnen: 27 november 2004 | Chocolate in de Single Top 100 Binnen: 27 november 2004 | Chocolate in de Single Top 100 Binnen: 27 november 2004 | Chocolate in de Single Top 100 Binnen: 27 november 2004 | Chocolate in de Single Top 100 Binnen: 27 november 2004 | Chocolate in de Single Top 100 Binnen: 27 november 2004 | Chocolate in de Single Top 100 Binnen: 27 november 2004 | Chocolate in de Single Top 100 Binnen: 27 november 2004 | Chocolate in de Single Top 100 Binnen: 27 november 2004 |
| Week                                                    | 1                                                       | 2                                                       | 3                                                       | 4                                                       | 5                                                       | 6                                                       | 7                                                       | 8                                                       | 9                                                       | 10                                                      | 11                                                      | 12                                                      | 13                                                      | 14                                                      | uit                                                     |
| ------------------------------------------------------- | ------------------------------------------------------- | ------------------------------------------------------- | ------------------------------------------------------- | ------------------------------------------------------- | ------------------------------------------------------- | ------------------------------------------------------- | ------------------------------------------------------- | ------------------------------------------------------- | ------------------------------------------------------- | ------------------------------------------------------- | ------------------------------------------------------- | ------------------------------------------------------- | ------------------------------------------------------- | ------------------------------------------------------- | ------------------------------------------------------- |
| Nummer                                                  | 94                                                      | 91                                                      | 93                                                      | 84                                                      | 86                                                      | 89                                                      | 87                                                      | 87                                                      | 40                                                      | 47                                                      | 39                                                      | 41                                                      | 40                                                      | 34                                                      | uit                                                     |

### NPO Radio 2 Top 2000
Chocolate stond alleen in 2011 in de NPO Radio 2 Top 2000, op plek 1829.

## Tracklist

### Cd-single
1. "Chocolate" (video)
2. "Run (Jackknife Lee Remix Edit)" - 04:30
3. "One Night Is Not Enough (Live at the Liquid Rooms)" - 04:19

### 7"
1. "Chocolate" - 03:09
2. "Run (Jackknife Lee Remix Edit)" - 04:30